# 台中銀行
台中銀行（たいちゅうぎんこう）は、台湾の台中市西区に本社のある商業銀行である。前身は1953年に「台中区合会儲蓄公司」であり、1978年に商号を「台中区中小企業銀行」とし、1998年に現在の商号になった。